# Luksemburscy posłowie do Parlamentu Europejskiego 2014–2019
Luksemburscy posłowie VIII kadencji do Parlamentu Europejskiego zostali wybrani w wyborach przeprowadzonych 25 maja 2014.

## Lista posłów
Wybrani z listy Chrześcijańsko-Społecznej Partii Ludowej
- Georges Bach
- Frank Engel
- Christophe Hansen, poseł do PE od 2 września 2018

Wybrana z listy Luksemburskiej Socjalistycznej Partii Robotniczej
- Mady Delvaux-Stehres

Wybrany z listy Partii Demokratycznej
- Charles Goerens

Wybrana z listy Zielonych
- Tilly Metz, poseł do PE od 20 czerwca 2018

Byli posłowie VIII kadencji do PE
- Claude Turmes (z listy Zielonych), do 19 czerwca 2018
- Viviane Reding (z listy CSV), do 1 września 2018